# Голдвейт (Техас)
Голдвейт (англ. Goldthwaite) — місто (англ. city) в США, в окрузі Міллс штату Техас. Населення — 1738 осіб (2020).

## Географія
Голдвейт розташований за координатами 31°27′11″ пн. ш. 98°34′11″ зх. д. / 31.45306° пн. ш. 98.56972° зх. д. (31.453148, -98.569800).  За даними Бюро перепису населення США в 2010 році місто мало площу 4,45 км², з яких 4,45 км² — суходіл та 0,00 км² — водойми. В 2017 році площа становила 5,35 км², з яких 5,23 км² — суходіл та 0,12 км² — водойми.

## Демографія
Згідно з переписом 2010 року, у місті мешкало 1878 осіб у 733 домогосподарствах у складі 495 родин. Густота населення становила 422 особи/км².  Було 897 помешкань (201/км²).
Расовий склад населення:
| - 85,6 % — білих - 0,5 % — корінних американців - 0,3 % — азіатів - 0,2 % — чорних або афроамериканців - 11,3 % — осіб інших рас |

До двох чи більше рас належало 2,2 %. Частка іспаномовних становила 24,6 % від усіх жителів.
За віковим діапазоном населення розподілялося таким чином: 26,4 % — особи молодші 18 років, 50,6 % — особи у віці 18—64 років, 23,0 % — особи у віці 65 років та старші. Медіана віку мешканця становила 42,4 року. На 100 осіб жіночої статі у місті припадало 86,9 чоловіків;  на 100 жінок у віці від 18 років та старших — 80,3 чоловіків також старших 18 років.
Середній дохід на одне домашнє господарство  становив 49 072 долари США (медіана — 42 121), а середній дохід на одну сім'ю — 58 126 доларів (медіана — 49 107). Медіана доходів становила 41 786 доларів для чоловіків та 27 829 доларів для жінок. За межею бідності перебувало 15,9 % осіб, у тому числі 16,1 % дітей у віці до 18 років та 13,2 % осіб у віці 65 років та старших.
Цивільне працевлаштоване населення становило 853 особи. Основні галузі зайнятості: освіта, охорона здоров'я та соціальна допомога — 27,5 %, роздрібна торгівля — 26,1 %, фінанси, страхування та нерухомість — 9,0 %, сільське господарство, лісництво, риболовля — 6,8 %.